# Pachuy
Pachuy es una localidad rural chilena ubicada en la Provincia del Huasco, Región de Atacama. De acuerdo a su población es una entidad que tiene el rango de  caserío. Se encuentra localizada al interior del Valle de El Tránsito junto al río Pachuy y muy próximo a las localidades de Chollay y Conay en el curso superior del Río El Tránsito.

## Historia
Los antecedentes históricos de esta localidad son escasos. Sin embargo, su nombre se origina en el río y quebrada del mismo nombre.
Pacuy es el punto de acceso a la quebrada del mismo nombre que permite unir a la localidad de Chollay y las tierras de la alta cordillera.
Sus orígenes se encuentran en las comunidades indígenas que habitaban la parte superior del Río Huasco y que hoy continúan haciendo muchos de sus descendientes dedicados en la actualidad a las actividades agrícolas y principalmente de ganadería de caprinos. Pachuy es un punto de inicio para la trashumancia con ganado caprino hacia la parte superior de la quebrada del mismo nombre, la cual solo es posible acceder a caballo.

## Turismo
Esta localidad presenta varios puntos de interés para quienes gustan de la fotografía, pues aún se conserva parte de la arquitectura rural y las formas de vida de sus habitantes están muy ligadas a las formas de subsistencia de sus antepasados.
El Río Pachuy que vierte sus aguas sobre el Río Chollay, tiene en este punto un lugar de singular belleza escénica, especialmente durante la primavera pues los deshielos otorgan a las aguas del Pachuy un color particular.
Gracias al ganado caprino es posible encontrar quesos de cabra, que debido a las temperaturas y sequedad del aire de la región le dan un carácter especial conocidos como quesos de altura.
En sus proximidades existen algunos sitios arqueológicos como pinturas rupestres que pueden ser visitadas.

## Accesibilidad y transporte
La localidad se ubica muy cerca del villorrio de Chollay y a pocos kilómetros del poblado de Conay. Para llegar hasta Pachuy es necesario acceder por Alto del Carmen hasta el poblado de Conay, capital de la comuna, ubicada a 70 km al este de la ciudad de Vallenar sobre la Ruta C-495.
Existe transporte público a través de buses de rurales desde el terminar rural del Centro de Servicios de la Comuna de Alto del Carmen, ubicado en calle Marañón 1289, Vallenar. Sin embargo la frecuencia hasta esta localidad es baja.
Si viaja en vehículo propio, no olvide cargar suficiente combustible en Vallenar antes de partir. No existen puntos de venta de combustible en la comuna de Alto del Carmen.
Para acceder a este punto de la comuna, es necesario considerar un tiempo mayor de viaje, debido a que la velocidad de viaje esta limitada por el diseño del camino. Se sugiere hacer una parada de descanso en el poblado de El Tránsito o en Alto del Carmen para hacer más grato su viaje.
Es necesario llegar por la Ruta C-495 hasta Conay (Ruta C-495), hasta este punto el camino es transitable durante todo el año, existe una desviación hacia el sur que llega a Chollay y al Proyecto minero Pascua Lama (este último está muy distante y no existe acceso para visitantes). Sin embargo, es necesario tomar precauciones en invierno debido a las lluvias y caída de nieve. Se sugiere informarse bien de las condiciones climáticas en el invierno o en periodos que la cordillera de Atacama se afecta muy eventualmente por el invierno altiplánico.

## Alojamiento y alimentación
En la comuna de Alto del Carmen existen pocos servicios de alojamiento formales en Alto del Carmen y en Chanchoquín Grande, se recomienda hacer una reserva con anticipación. En Conay y Chollay no existen servicios de alojamiento.
En las proximidades no hay servicios de Camping, sin embargo se puede encontrar algunos puntos rurales con facilidades para los campistas en Conay y Chollay.
Los servicios de alimentación son escasos, existiendo en Alto del Carmen, Chanchoquín Grande y en El Tránsito algunos restaurantes. En Conay, Chollay y Pachuy no existen servicios de restaurantes.
En muchos poblados como en Los Tambos, Conay y Chollay hay pequeños almacenes que pueden facilitar la adquisición de productos básicos durante su visita.

## Salud, conectividad y seguridad
La localidad de Pachuy solo cuenta con servicio de electricidad.
Próximo a Pachuy, en el poblado de Conay existe un puesto fronterizo de Carabineros de Chile que controla los vehículos que suben por la ruta C-495 y una Posta Rural dependiente del Municipio de Alto del Carmen.
Al igual que muchos poblados de la comuna, Chollay, el villorrio más cercano, cuenta con servicio de teléfonos públicos rurales. No existe señal para teléfonos celulares.
El Municipio cuenta con una red de radio VHF en toda la comuna en caso de emergencias incluidos Conay y Chollay.